# Florida (Bolívia)
Florida é uma província da Bolívia localizada no departamento de Santa Cruz, sua capital é a cidade de Samaipata.